# Iglesia de San Rafael Arcángel (María Elena)
La Iglesia de San Rafael Arcángel es un templo católico ubicado en la localidad de María Elena, Región de Antofagasta, Chile. En conjunto con otros edificios que forman el barrio cívico de la oficina salitrera María Elena, fue declarada monumento nacional de Chile, en la categoría de monumento histórico, mediante el Decreto Exento n.º 400, del 22 de noviembre de 1999.

## Historia
La oficina salitrera María Elena fue fundada en 1926 con el nuevo sistema Guggenheim, que permitió aumentar la producción de salitre. La construcción de su barrio cívico representa al patrón inglés de ciudad planificada ideal, con sus calles distribuidas según el diseño de la bandera del Reino Unido.
La iglesia, que fue uno de los primeros edificios iniciados en la oficina, comenzó su construcción en 1926. En un comienzo se planeó como una iglesia anglicana, pero como no había creyentes de esa religión, fue entregada para el culto católico. El 1 de mayo de 1927 fue dedicada por Luis Silva Lezaeta.

## Descripción
Construida en adobe y con un techo a dos aguas, presenta una base rectangular, y el acceso principal está por el costado del templo, bajo el campanario, característico en la religión anglicana. De modo similar que las iglesias de las localidades cercanas, cuenta con contrafuertes separados por ventanales terminados en arco de medio punto.